# Takahashi Yuji
Takahashi Yuji (高橋 祐治 Takahashi Yūji) là một cầu thủ bóng đá người Nhật Bản thi đấu ở vị trí trung vệ cho Sagan Tosu.

## Đời sống cá nhân
Takahashi sinh ra ở Shiga, có bố là người Nhật Bản và mẹ là người Philippines. Anh có hai chị gái, Maryjun và Yu, đều là người mẫu và diễn viên, and an older brother.

## Sự nghiệp câu lạc bộ
Ngày 30 tháng 8 năm 2012, có thông báo rằng Takahashi sẽ gia nhập câu lạc bộ Úc Brisbane Roar FC theo dạng cho mượn cho mùa giải A-League 2012–13. Takahashi ra mắt trong một khoảng thời gian ngắn, trước Wellington Phoenix tại Sân vận động Westpac, thay cho Jack Hingert ở phút thứ 90. Takahashi chơi trận thứ hai cho Brisbane Roar ngày 1 tháng 12 năm 2012, vào sân từ ghế dự bị.

## Sự nghiệp quốc tế
Takahashi từng đại diện Nhật Bản ở cấp độ U-18 và U-19, cuối năm 2011, anh tham gia Vòng loại Giải vô địch bóng đá U-19 châu Á 2012.

## Thống kê câu lạc bộ
Cập nhật đến ngày 23 tháng 2 năm 2018.
| Thành tích câu lạc bộ | Thành tích câu lạc bộ | Thành tích câu lạc bộ | Giải vô địch | Giải vô địch | Cúp                   | Cúp                   | Tổng cộng | Tổng cộng |
| Mùa giải              | Câu lạc bộ            | Giải vô địch          | Số trận      | Bàn thắng    | Số trận               | Bàn thắng             | Số trận   | Bàn thắng |
| Quốc gia              | Quốc gia              | Quốc gia              | Giải vô địch | Giải vô địch | Cúp Hoàng đế Nhật Bản | Cúp Hoàng đế Nhật Bản | Tổng cộng | Tổng cộng |
| --------------------- | --------------------- | --------------------- | ------------ | ------------ | --------------------- | --------------------- | --------- | --------- |
| 2011                  | Kyoto Sanga           | J2 League             | 0            | 0            | 0                     | 0                     | 0         | 0         |
| 2012                  | Kyoto Sanga           | J2 League             | 0            | 0            | 0                     | 0                     | 0         | 0         |
| 2012-13               | Brisbane Roar         | A-League              | 4            | 0            | –                     | –                     | 4         | 0         |
| 2013                  | Kyoto Sanga           | J2 League             | 0            | 0            | 0                     | 0                     | 0         | 0         |
| 2014                  | Kyoto Sanga           | J2 League             | 1            | 0            | 1                     | 0                     | 2         | 0         |
| 2015                  | Kamatamare Sanuki     | J2 League             | 32           | 1            | 2                     | 0                     | 34        | 1         |
| 2016                  | Kyoto Sanga           | J2 League             | 15           | 0            | 0                     | 0                     | 15        | 0         |
| 2017                  | Kyoto Sanga           | J2 League             | 23           | 0            | 1                     | 0                     | 24        | 0         |
| Tổng                  | Tổng                  | Tổng                  | 75           | 1            | 4                     | 0                     | 79        | 1         |